# Mangoky
Der Mangoky ist ein Fluss in Madagaskar. Seine Gesamtlänge beträgt 564 Kilometer. Er ist der Fluss mit dem größten Einzugsgebiet in Madagaskar.

## Verlauf
Er entspringt als Matsiatra im zentralen Hochland der Insel östlich der Stadt Fianarantsoa. Von dort fließt er in westlicher Richtung durch die Ausläufer des Bemaraha-Plateaus und die Küstenebene und mündet nördlich der Stadt Morombe in die Straße von Mosambik.
Den Namen Mangoky trägt er vom Zusammenfluss mit dem Manantanana (hier) an.

## Hydrometrie
Die Durchflussmenge des Flusses wurde 19 Jahre lang (1964–1983) am Pegel Bevoay, 128 km oberhalb der Mündung in m³/s gemessen.
- Diagrammdaten:
- Definition |
- Rohdaten |
- Hilfe